# 鬼吹灯之黄皮子坟 (2021年电影)
《黄皮子坟》，又名《鬼吹灯之黄皮子坟》，改编自天下霸唱小说《鬼吹灯》系列小说，鬼吹灯系列电影之一。是由新片场影业，万达影视，圣市互娱联合出品， 陈聚力导演， 周澄奥 、杨冬麒 、 孙雅丽等人主演的一部奇幻冒险电影。讲述了胡八一误闯“地下阴宅”的故事。本片于2021年在中国内地网络平台播出。